# Горчичники

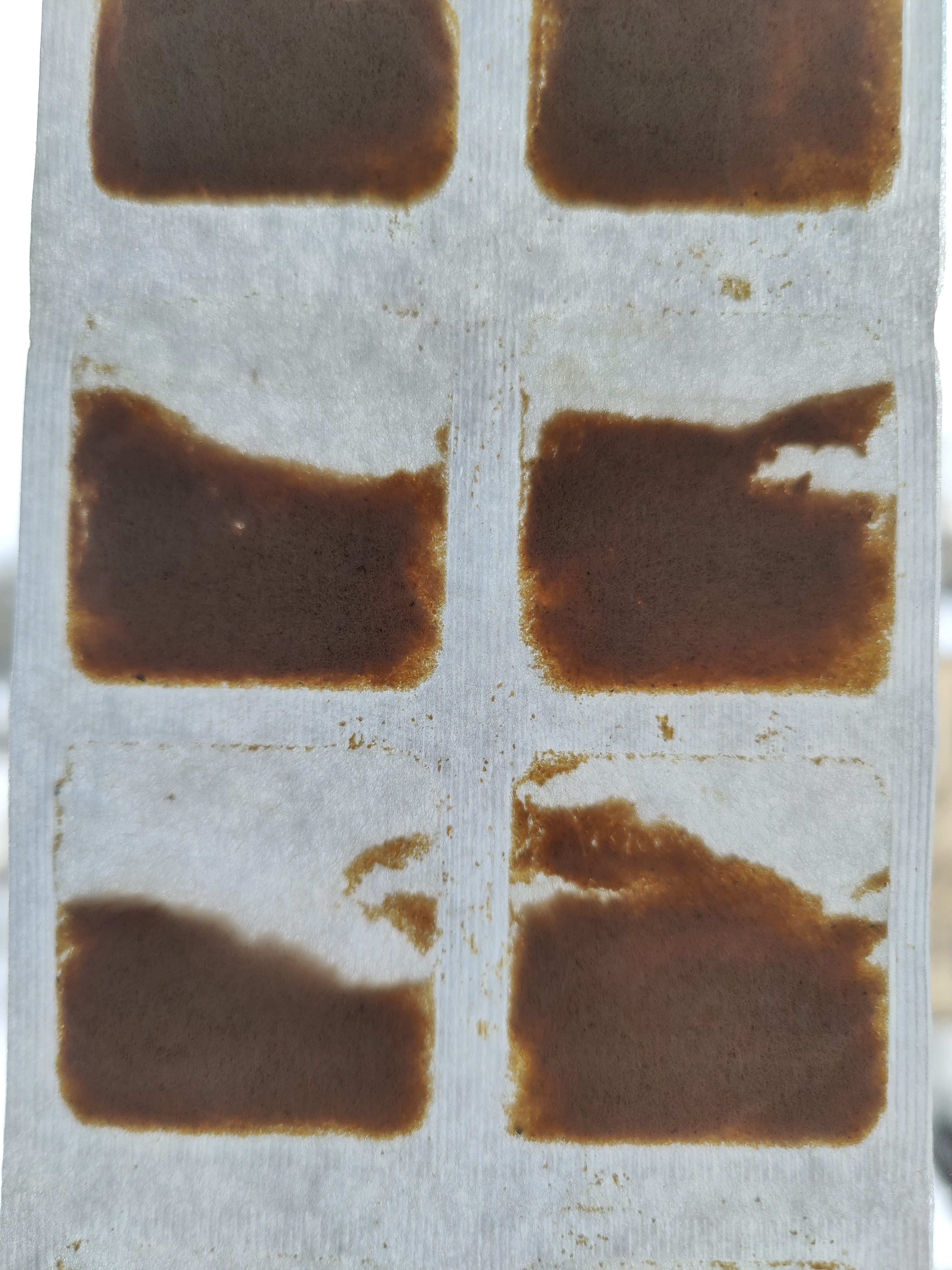
Горчичники

Горчичники — листы бумаги с горчицей, применяемые в народной медицине. Не являются лекарственным средством и не оказывают лечебного эффекта. Традиционно процедура прикладывания горчичников проводится при «простуде», она оказывает местнораздражающее действие на кожу человека (вызывает ощущение «жжения») за счёт присутствующего в составе горчицы аллилизотиоцианата.
Горчичник фабричного производства представляет собой лист плотной бумаги 8×12,5 см, покрытый слоем обезжиренного порошка семян горчицы сарептской или чёрной (толщиной 0,3—0,55 мм). Также горчичник может быть в виде двухслойного бумажного пакета, внутри которого находится горчичный порошок.
При недоступности готовых горчичников их можно изготовить самостоятельно: столовую ложку горчичного порошка смешивают с таким же количеством пшеничной муки, добавляют тёплую воду (t 45—50 °C) и размешивают до образования однородной кашицеобразной массы, которую выкладывают толщиной до 0,5 см между слоями смоченной тонкой ткани или бумаги. Полученный согревающий компресс сразу же применяют по назначению. Такие горчичники причиняют более сильный ожог, чем фабричные, поэтому необходимо внимательно следить за ходом процедуры для предотвращения ожогов.
Горчичники использовались с лечебной целью ещё в XIX веке, о чём упоминается, например, в повести Л. Н. Толстого «Поликушка» (1863).

## Механизм действия
Растворённое в воде эфирное горчичное масло на месте соприкосновения с кожей оказывает химическое раздражение клеток эпидермиса, что вызывает местное воспаление с соответствующими реакциями организма: расширение просвета кровеносных (гиперемия) и сосудов кожи, местное повышение температуры, ощущение тепла от действия горчичников..  Возможен также положительный лечебный результат благодаря эффекту плацебо.

## Показания и места постановки
Горчичники традиционно ставят взрослым и детям для отвлечения от симптомов следующих заболеваний:
- Простудные заболевания верхних дыхательных путей: острый ринит, фарингит — задняя часть шеи, область икроножных мышц, подошвы ног.
- Острый трахеит — область верхней части грудины.
- Заболевания лёгких: бронхит, пневмония — область лёгких на передней, задней и боковых частях грудной клетки.
- Приступ стенокардии — область сердца.
- Гипертонический криз и головные боли, вызванные повышенным артериальным давлением — область икроножных мышц, затылок (задняя поверхность шеи), подошвы ног.
- Миозит — область поражённых мышц.
- Невралгия — область поражённых нервов.

Горчичники не ставят на область сердца (кроме приступа стенокардии) и молочных желёз, соски, область позвоночника.

## Противопоказания
Заболевания, нарушения целостности и образования кожи на месте постановки (дерматит, фурункулёз, пиодермия, нейродермит, раны, язвы, сыпи, бородавки и родинки), лёгочное кровотечение, лихорадка (при t выше 37—38 °C), злокачественная опухоль, значительное снижение или полное отсутствие кожной чувствительности, аллергия на компоненты горчицы; слабая или отсутствующая внушаемость (не позволяет проявиться эффекту плацебо).

## Осложнения
Осложнения могут быть вызваны несоблюдением противопоказаний, мест постановки и превышением продолжительности и интенсивности процедуры (химический ожог кожи с образованием пузырей). При многократной постановке горчичников на одни и те же места возможна гиперпигментация кожи.

## Техника постановки
Горчичники-пакеты встряхивают для равномерного распределения горчичного порошка по всей площади пакета. Горчичник на 5—10 секунд окунают в сосуд с водой, температура которой 40—45 °C, и плотно прикладывают горчичной (пористой) стороной на определённые участки тела, в зависимости от показаний. Место постановки накрывают полотенцем и одеялом. Время процедуры 5—15 минут, в зависимости от возраста пациента и его чувствительности к действию горчичников. На местах постановки должно появиться выраженное покраснение кожи. При повышенной чувствительности к компонентам горчицы или сильном жжении, между телом и горчичником можно постелить слой тонкой смоченной ткани (марли) или бумажной салфетки. По окончании процедуры горчичники снимают (повторно не используют), места постановки обтирают салфеткой, смоченной тёплой водой, для удаления остатков горчичного масла, и вытирают насухо. Пациента накрывают одеялом и предоставляют покой на 30—40 минут.

## Критика
Хотя локальный согревающий эффект горчичников очевиден, научные доказательства их пользы отсутствуют; в ряде случаев (хотя и не во всех) применение этого метода может быть вредно для здоровья. Тем не менее на протяжении практически всего XX века горчичники были популярным лечебным средством и, вполне вероятно, оказывали не только психологический, но и реальный соматический эффект, вызванный верой пациента в действенность метода.